# Las Encantadas
"Las Encantadas, ou Enchanted Isles" é um romance do autor Americano Herman Melville. Publicado pela primeira vez em Putnam's Magazine em 1854, consiste em dez "esboços" filosóficos acerca das Encantadas, ou Ilhas Galápagos. Foi colecionado numa série de 6 contos do autor, 'The Piazza Tales, em 1856. Las Encantadas foi um sucesso com os críticos, e continha algumas das "prossa mais memoráveis de Melville".

## Enredo
Um narrador anônimo une os dez "Esboços" díspares, cada um dos quais começando com algumas linhas de poesia, tiradas principalmente de Edmund Spenser The Faerie Queene. Todas as histórias estão repletas de simbolismo, reforçando a crueldade da vida nas Encantadas. "Sketch First" é uma descrição das ilhas; embora sejam as Ilhas Encantadas, são retratadas como desoladas e infernais. "Sketch Second" é uma meditação sobre o encontro do narrador com a espécie tartarugas de Galápago, enquanto "Sketch Third" refere-se à viagem do narrador até a enorme torre rochosa Roca Redonda situada na Ilha Isabela O "Sketch Fourth" detalha as reflexões do narrador do alto dessa torre e sua lembrança das ilhas acidentalmente descobertas por Juan Fernández. "Sketch Fifth" descreve o encontro do navio USS Essex (1799) com um navio fantasma Marinha Real Britânica perto da área durante a Guerra Anglo-Americana de 1812.
Os Sketches Sixth até Ninth contam histórias de outras ilhas individuais do arquipélago. "Sketick Sixth" descreve a ilha Barrington, que já fora o lar de um grupo de bucaneiros. "Sketch Seventh, Ilha de Charles e o Rei Cão" é sobre essa Ilha de Charles, anteriormente o local de uma colônia governada por um soldado que havia tomado a ilha como pagamento pelo seu papel na Guerra da Independência do Peru. Ele manteve a ordem através de seu grupo de cães de ataque cruéis, mas acabou sendo banido pelos colonos que caíram em níveis ainda maiores de ilegalidade.
"Sketch Oitavo, Ilha de Norfolk e a Viúva Chola" é um dos segmentos mais célebres. De maneira semelhante ao resgate de Juana Maria, a "Mulher Solitária da Ilha de San Nicolas" da Califórnia, que havia sido resgatada apenas um ano antes de da obre As Encantadas', o narrador descreve como seu navio encontrou uma mulher que morava sozinha na ilha de Norfolk há anos. Hunilla, uma "chola" mestiça de Paita, Peru, que havia chegado à ilha com o marido recém-casado e o irmão para caçar tartarugas; o capitão francês que os deixou prometeu voltar, mas nunca o fez. Um dia, o marido e o irmão construíram uma jangada para pescar, mas atingiram um recife e ambos se afogaram. Hunilla estava completamente sozinha na ilha até a chegada do navio do narrador, exceto por uma ocasião em que encontrou baleeiros (o que aconteceu foi tão horrível que nem Hunilla nem o narrador falaram disso), e os marinheiros ficaram tão emocionados com a história que eles a devolvem à terra e lhe deram o dinheiro que puderem conseguir. O narrador a vê pela última vez viajando para sua cidade natal nas costas de um asno, uma imagem que evoca fortemente o passeio de Jesus Cristo em Jerusalém no Evangelho de São João.
"Sketch Ninth, a Ilha de Hood e o Eremita Oberlus" conta a história de Patrick Watkins (Oberlus), um ex-marinheiro que se instala na Ilha de Hood e eventualmente captura quatro homens que ele faz escravos. Ele mata os que por ali passam e toma seus pertences até que seu comportamento finalmente fosse de conhecimento as autoridades. "Sketch Tenth, fugitivos, náufragos, solitários, lápides, etc." é a descrição do narrador sobre os aspectos humanos da vida nas Encantadas e as relíquias deixadas pelos antigos habitantes.

## Autobiográfico
Na virada de 1840-1841, Melville se inscreveu para uma viagem a bordo do baleeiro Acushnet. Em 30 de outubro de 1841, o navio avistou a Ilha Isabela (Albemarle)] nas Ilhas Galápagos. Por volta de 31 de outubro, o Acushnet encontrou o Phenix de Nantucket. Eventos nessa data forneceram a Melville a base da visita à Rocas Redondo do Sketch Third. Em 2 de novembro, o Acushnet e outros quatro baleeiros americanos caçaram juntos o terreno ao redor das Ilhas Galápagos; no Sketch Fourth Melville exagerou o número de navios.

## Composição
Como todas as histórias incluídas posteriormente em "The Piazza Tales", Melville escreveu "Las Encantadas", enquanto estava em dificuldades financeiras após o fracasso de seus romances "" Moby-Dick "" e " Pierre: or, The Ambiguities. Putnam convidou-o a contribuir com material em 1852; ele começou a escrever, mas nunca terminou, Ilha da Cruz, uma história sobre uma esposa abandonada, Agatha Hatch Robertson, naquele ano, e enviou seu famoso trabalho "Bartleby, o Escrivão" "em 1853. Em 1854, ele contribuiu com The Encantadas, que se tornou o mais bem-sucedido texto da crítica dos Piazza Tales.
Os dez esboços (Sketches) de "As Encantadas" remontam aos anos baleeiros de Melville, durante os quais ele visitou as Ilhas Galápagos, complementados com material de sua leitura em pelo menos seis livros de viagens ao Pacífico. De acordo com os editores de "The Piazza Tales", a confiança na experiência pessoal parece mais proeminente nos quatro primeiros Sketches, mas mesmo aqui Melville se baseou em "vários outros escritores", embora ele só tenha nomeado William Cowley. Tampouco é a atribuição no final do Sketch Five - onde Cowley, Colnett e Porter são mencionados - completa, pois Melville teria emprestado de James Burney também, provavelmente de A Chronological History of the Discoveries in the South See or Pacific Ocean, publicado de 1803 a 1817. Ele também não mencionou A Viagem do Beagle de Charles Darwin, que ele usou no primeiro esboço e possivelmente parodiado no Sketch Fourth.
No Sketch Fourth, é citado "Voyage Round the Globe", de 1699, de Cowley. A base para o Sketch Fifth é "Journal of a Cruise Made" ao Oceano Pacífico pelo capitão David Porter, publicado pela primeira vez em 1815, que Melville havia usado pela primeira vez para Typee. Este livro "forneceu fontes para pelo menos uma dúzia de passagens", incluindo a história de Oberlus no Sketch Ninth e o epitáfio que conclui o Sketch Tenth. No Sketch Sixth, Melville aplicou a breve descrição da Ilha James, que ele encontrou em "Uma viagem ao Atlântico Sul e Cabo Horn no Oceano Pacífico", do Capitão James Colnett, publicado em 1798, na Ilha Barrington.
Um mês após a publicação da coleção, o velho amigo de Melville, Richard Tobias Greene, em quem Toby em 'Typeese baseou, escreveu-lhe uma carta expressando como os esboços das Las Encantadas "evocavam reminiscências de dias passados".

## Publicação
O trabalho foi publicado pela primeira vez como "As Encantadas, ou Ilhas Encantadas", sob o pseudônimo "Salvator R. Tarnmoor", em três parcelas na Revista Mensal de Putnam, em março, abril e maio de 1854. Melville ganhou US$ 50 em cada parcela. 'The Piazza Tales' 'publicado por Dix & Edwards em maio de 1856 nos Estados Unidos e em junho na Grã-Bretanha. Nem essa coleção de contos nem "As Encantadas" como um item separado foram reimpressos durante a vida de Melville.

## Recepção
"Las Encantadas" foi uma das histórias frequentemente destacadas pelos revisores de The Piazza Tales, principalmente para comparar os esboços aos primeiros livros do autor. O Atlas de Nova York descobriu que os esboços foram escritos no "estilo das primeiras obras do autor" e elogiou os esboços porque "uma imagem mais vívida dos Gallipagos de fogo e estéreis que nunca lemos. Para o "Southern Literary Messenger", os esboços eram o produto da imaginação extraordinária do autor, que levou o leitor "àquele 'clima selvagem e estranho, fora do espaço, fora do tempo", que é o cenário de seus primeiros e escritos mais populares".
Comentando a aparição original na 'Putnam's Monthly Magazine', o 'Dispatch' de Nova York citou os capítulos como "universalmente considerados entre os artigos mais interessantes dessa popular Revista, e cada capítulo sucessivo foi lido com avidez por milhares. "O revisor chamou os esboços de uma espécie de mistura de 'Mardi' e 'Robinson Crusoe' - embora muito mais interessante do que o primeiro trabalho nomeado".

## Adaptações
Kenneth Gaburo completou uma ópera de um ato, A Viúva, baseada em Las Encantadas em 1961. Quatro anos depois, o diretor português Carlos Vilardebó dirigiu uma adaptação em coprodução luso-francesa, estrelando a cantora e atriz portuguesa de fado Amália Rodrigues como Hunilla (o filme é essencialmente baseado no "Sketch Eighth").
Em 1983, o compositor americano  escreveu As Encantadas para narrador e orquestra. A peça recebeu sua estreia mundial naquele ano pela Albany Symphony Orchestra e gravada na Virgin Classics pela The Houston Houston Symphony e com John Gielgud como narrador. Cada um dos seis movimentos da obra evoca uma imagem diferente da vida no deserto equatorial das Ilhas Galápagos.